# Crassispira verbernei
Crassispira verbernei é uma espécie de gastrópode do gênero Crassispira, pertencente à família Pseudomelatomidae.